# Vietnam en los Juegos Paralímpicos de París 2024
Vietnam estuvo representado en los Juegos Paralímpicos de París 2024 por siete deportistas, cinco hombres y dos mujeres.

## Medallistas
El equipo paralímpico vietnamita obtuvo las siguientes medallas:
| Nombre      | Deporte                   | Evento           |
| ----------- | ------------------------- | ---------------- |
| Oro         |                           |                  |
| —           |                           |                  |
| Plata       |                           |                  |
| —           |                           |                  |
| Bronce      |                           |                  |
| Lê Văn Công | Levantamiento de potencia | –49 kg masculino |